# Jason Blum
Jason Ferus Blum, född 20 februari 1969 i Los Angeles i Kalifornien, är en amerikansk film- och TV-producent. Han är grundare och VD för produktionsbolaget Blumhouse Productions, som bland annat ligger bakom filmserierna Paranormal Activity, Insidious och The Purge. Blums andra producerade verk inkluderar Sinister, Oculus, Whiplash, The Gift, Hush, Split, Ouija: Origin of Evil, Get Out, Happy Death Day, Upgrade, Halloween, Us, The Invisible Man, Freaky, The Black Phone, och M3GAN.

## Filmografi (i urval)

### Filmer

#### Universal Pictures
- 2013 – The Purge
- 2014 – Not Safe for Work
- 2014 – The Purge: Anarchy
- 2014 – Mockingbird
- 2014 – Mercy
- 2014 – Stretch
- 2014 – Ouija
- 2014 – Unfriended
- 2015 – The Boy Next Door
- 2015 – Visions
- 2015 – The Visit
- 2015 – Curve
- 2015 – Jem and the Holograms
- 2016 – The Veil
- 2016 – The Purge: Election Year
- 2016 – Split
- 2016 – Ouija: Origin of Evil
- 2017 – Get Out
- 2017 – Stephanie
- 2017 – The Keeping Hours
- 2017 – Happy Death Day
- 2018 – Insidious: The Last Key
- 2018 – Unfriended: Dark Web
- 2018 – Upgrade
- 2018 – Truth or Dare
- 2018 – Delirium
- 2018 – The First Purge
- 2018 – Halloween
- 2018 – Seven in Heaven
- 2019 – Glass
- 2019 – Don't Let Go
- 2019 – Sweetheart
- 2019 – Happy Death Day 2U
- 2019 – Us
- 2019 – Ma
- 2019 – Black Christmas
- 2020 – The Invisible Man
- 2020 – The Hunt
- 2020 – You Should Have Left
- 2020 – Freaky
- 2021 – The Forever Purge
- 2021 – Halloween Kills
- 2022 – Eldfödd
- 2022 – The Black Phone
- 2022 – Halloween Ends
- 2022 – M3GAN
- 2023 – The Exorcist: Believer
- 2023 – Five Nights at Freddy's
- 2024 – Night Swim
- 2025 – Wolf Man
- 2025 – The Woman in the Yard
- 2025 – Drop
- 2025 – M3GAN 2.0
- 2025 – The Black Phone 2
- 2026 – SOULM8TE

#### Paramount Pictures
- 2007 – Paranormal Activity
- 2010 – Paranormal Activity 2
- 2011 – Paranormal Activity 3
- 2012 – Paranormal Activity 4
- 2014 – Paranormal Activity: The Marked Ones
- 2015 – Area 51
- 2015 – Paranormal Activity: The Ghost Dimension
- 2021 – Paranormal Activity: Next of Kin

#### Lionsgate Films
- 2012 – Sinister
- 2012 – The Bay
- 2014 – Jessabelle
- 2019 – The Gallows Act II
- 2024 – Imaginary

#### Focus Features
- 2015 – Insidious: Chapter 3
- 2015 – Sinister 2
- 2016 – In a Valley of Violence
- 2018 – BlacKkKlansman
- 2022 – Vengeance

#### Sony Pictures Releasing
- 2014 – Whiplash
- 2020 – Fantasy Island
- 2020 – The Craft: Legacy
- 2023 – Insidious: The Red Door
- 2024 – Afraid

#### Netflix
- 2016 – Hush
- 2018 – Benji
- 2022 – Mr. Harrigans telefon

#### Amazon Studios/Amazon MGM Studios
- 2018 – The Lie
- 2020 – Black Box
- 2020 – Evil Eye
- 2020 – Nocturne
- 2020 – Run Sweetheart Run
- 2021 – Bingo Hell
- 2021 – Black as Night
- 2021 – Madres
- 2021 – The Manor
- 2022 – Nanny
- 2023 – Totally Killer
- 2024 – House of Spoils

#### FilmDistrict
- 2010 – Insidious
- 2013 – Insidious: Chapter 2
- 2016 – Mörkret
- 2016 – Incarnate

#### The Weinsteins
- 2013 – Dark Skies
- 2016 – Viral
- 2017 – Amityville: The Awakening

#### Övriga filmer
- 1995 – Kicking and Screaming
- 2006 – The Darwin Awards
- 2006 – Griffin & Phoenix
- 2008 – The Accidental Husband
- 2010 – The Tooth Fairy
- 2012 – The Babymakers
- 2012 – The Lords of Salem
- 2013 – Plush
- 2014 – Creep
- 2014 – Staden som fruktade solnedgången
- 2015 – The Lazarus Effect
- 2015 – The Gallows
- 2015 – The Gift
- 2015 – Martyrs
- 2016 – Lowriders
- 2017 – Creep 2
- 2018 – Bloodline
- 2019 – Adopt a Highway
- 2021 – Dashcam

### TV
- 2004 – The Fever (TV-film)
- 2012 – The River (TV-serie)
- 2014 – The Normal Heart (TV-film)
- 2014 – Ascension (TV-serie)
- 2015 – Eye Candy (TV-serie)
- 2015 – The Jinx: The Life and Deaths of Robert Durst (TV-serie)
- 2015 – South of Hell (TV-serie)
- 2018 – Ghoul (TV-serie)
- 2018 – Sharp Objects (TV-serie)
- 2018–nutid – Into the Dark (TV-serie)
- 2018–2019 – The Purge (TV-serie)
- 2020 – Betaal (TV-serie)
- 2020 – The Good Lord Bird (TV-serie)
- 2022 – The Thing About Pam (TV-serie)
- 2023 – The Horror of Dolores Roach (TV-serie)